# 兵庫県道210号高砂港線
兵庫県道210号高砂港線（ひょうごけんどう210ごう たかさごこうせん）は、兵庫県高砂市を通る一般県道である。

## 概要
高砂市高砂町南材木町から高砂市高砂町藍屋町に至る。

### 路線データ
- 起点：高砂市高砂町南材木町（高砂港）
- 終点：高砂市高砂町藍屋町（相生橋西詰交差点、兵庫県道718号明石高砂線交点）
- 総延長：1.744 km

## 路線状況

### 道路施設

#### 橋梁
- 永楽橋（堀川、高砂市）

## 地理

### 通過する自治体
- 高砂市

### 交差する道路
| 交差する道路            | 交差する場所 | 交差する場所            |
| ----------------------- | ------------ | ----------------------- |
| 兵庫県道718号明石高砂線 | 高砂町藍屋町 | 相生橋西詰交差点 / 終点 |

### 沿線
- 高砂港
- 加古川